# ارزیابی حسی
ارزیابی حسی (به انگلیسی: Sensory Evaluation يا Sensory analysis) یک روش علمی برای آشکارسازی، اندازه‌گیری، تجزیه و تحلیل و تفسیر واکنش انسان‌ها نسبت به محصولات مصرفی است که این واکنش‌ها به واسطه حواس پنجگانه انسان یعنی بینایی، بویایی، چشایی، لامسه و شنوایی ادراک می‌گردند. ارزیابی حسی مستلزم به‌کارگیری اصول طراحی آزمایشی و تجزیه و تحلیل آماری این واکنش‌ها می‌باشد. در این روش، محصولات مورد آزمایش توسط پانل‌هایی متشکل از ارزیاب‌های انسانی بررسی و پاسخ‌های آنها ثبت می‌شود. سپس داده‌های ثبت شده با استفاده از تکنیک‌های آماری مورد بررسی قرار می‌گیرند. سرانجام، براساس یافته‌های به دست آمده در مورد محصولات مورد آزمایش نتیجه‌گیری می‌شود که بینش‌هایی را برای تولیدکنندگان آن فراهم می‌کند. اکثر شرکت‌های بزرگ کالاهای مصرفی دارای بخش‌هایی هستند که به تجزیه و تحلیل حسی اختصاص یافته‌اند.
آزمون‌های حسی عمدتاً به دو دسته تقسیم می‌شوند:
- آزمون‌های تحلیلی (با حقایق عینی دربارهٔ محصولات سر و کار دارد)
- آزمون‌های اَفِکتیو (با حقایق ذهنی مانند ترجیحات افراد سر و کار دارد)

## آزمون‌های تحلیلی
این نوع آزمون‌ها برای به دست آوردن حقایق عینی در مورد محصولات به کار می‌روند که از آزمون‌های تمایز پایه (برای مثال، بررسی وجود یا عدم وجود تفاوت بین دو یا چند محصول) تا آزمون‌های توصیفی (به عنوان مثال، تعیین ویژگی‌های دو یا چند محصول) را در بر می‌گیرند. نوع پانل مورد نیاز برای این نوع آزمون‌ها معمولاً یک پانل آموزش دیده است.
انواع مختلفی از آزمون‌های حسی وجود دارد. قدیمی‌ترین نوع آن‌ها، پروفایل حسی است. در این آزمون، هریک از ارزیاب‌ها تمامی محصولات را با استفاده از یک پرسشنامه توصیف می‌کنند. این پرسشنامه شامل فهرستی از توصیفگرها (مانند تلخی، اسیدیته و غیره) است. ارزیاب‌ها با توجه به شدتی که از هر توصیفگر در محصول مورد ارزیابی ادراک می‌کنند، آن را نمره گذاری می‌کنند (به عنوان مثال، ۰ = بسیار ضعیف تا ۱۰ = بسیار قوی).

## آزمون‌های اَفِکتیو
آزمون‌های اَفِکتیو که به عنوان آزمون‌های مصرف‌کننده نیز شناخته می‌شوند، با اطلاعات ذهنی یا چگونگی پذیرش محصولات توسط مصرف‌کنندگان کالا سر و کار دارند. معمولاً برای این نوع آزمون‌ها، از پانل‌های بزرگ (۵۰ نفر یا بیشتر) متشکل از کارکنان آموزش ندیده یا مردم عادی استفاده می‌شود. انواع مختلفی از این آزمون‌ها وجود دارند: آزمون مقایسه جفتی (به عنوان مثال، از بین نمونه‌های A و B کدام یک را ترجیح می‌دهید؟) تا پرسشنامه‌های ساختاریافته که مربوط به میزان پذیرش هر یک از ویژگی‌های محصول هستند (به عنوان مثال، لطفاً «رایحه میوه ای» را در نمونه ارائه شده درجه‌بندی کنید: دوست ندارم، فرقی نمی‌کند، دوست دارم).